# Euromajdan
Euromajdan (ukr. Євромайдан, dosl. 'Eurotrg'), u Ukrajini poznatiji kao Revolucija dostojanstva (ukr. Революція гідності), bio je masovni prosvjed protiv ukrajinske vlade započet na ulicama Kijeva u studenom 2013. godine i djelomično završen širom Ukrajine krajem veljače u 2014. godini.

## Nebeska satnija
Na Euromajdanu je poginulo više od 88 ljudi u samo dva najkritičnija i prijelomna dana. Ukupan broj poginulih žrtava je veći od 103, a više od 1900 ljudi je bilo ozlijeđeno, mnogi doživotno osakaćeni u borbama, mučenjima i otimanjima koji su trajali više od tri mjeseca širom Ukrajine s najvećim intenzitetom u Kijevu. Osobe koje su poginule u borbi protiv režima prozvane su "Herojima Ukrajine" (najviša titula) i uključeni su u Nebesku satniju.

## Značaj Euromajdana
Euromajdan je prema pojedinim izjavama vodećih intelektualca Europe kao što su Slavoj Žižek i brojni drugi,  jedinstven čin, u kojem je jedan narod po prvi put žrtvovao ljudske živote za "europsku ideju" i to na najbolji mogući način odnosno mirnim prosvjedima (koji su zbog snažnog režima tek kasnije postali nasilni).
Američki analitičar Zbigniew Brzezinski je u svom javnom obraćanju dao moralnu i savjetodavnu podršku Euromajdanu.
Ukrajinci su sasvim samostalno i bez očekivane podrške EU i SAD-a svojim postupcima također počeli nenadano izmjenjivati geopolitičku realnost Europe i svijeta boreći se za vlastitu neovisnost protiv režima Viktora Janukoviča. 
Euromajdan doslovce nije još završio, a već je početkom ožujka 2014. započela žestoka agresivna reakcija Ruske Federacije koja je u Ukrajinu na poluotok Krim poslala više od 20 tisuća profesionalnih vojnika bez oznaka. Krim je u nadolazećim tjednima pod ruskim vojnim pritiskom proglasio pripajanje Ruskoj Federaciji protuzakonitim (protuustavnim) referendumom.
Prema izjavi Štefana Fülea, Europska komisija je nenadano već 18. ožujka 2014. predložila ubrzano pristupanje Ukrajine Europskoj uniji i proširenje granica EU.
Ukrajinski mediji su objavili da je Viktor Janukovič iz Ukrajine u Rusiju prenio više od 30 milijardi američkih dolara čime se financirao separatizam u istočnoj Ukrajini.

## Popis poginulih
Popis je utvrđen dana 17. ožujka 2014. godine. Određeni broj otetih osoba još se nalazi na popisu nestalih i s obzirom na to da tijela nisu pronađena nisu na ovom popisu. Nekoliko osoba na popisu nije imalo ukrajinsko državljanstvo i bili su tek privremeni stanovnici Ukrajine.
- Popis poginulih osoba u Ukrajinskoj revoluciji 2014. godine:

1. Aksenyn Vasyl' Stepnovyč / Аксенин Василь Степанович

2. Ametov Rešat Medatovyč / Аметов Решат Медатович

3. Artjunjan Heorhij Vahišakovyč / Арутюнян Георгій Вагішакович

4. Bajdovs'kyj Serhij Romanovyč / Байдовський Сергій Романович

5. Baljuk Oleksandr Oleksandrovyč / Балюк Олександр Олександрович

6. Bačyns'kyj Ihor Volodymyrovyč / Бачинський Ігор Володимирович

7. Bljok (Tur) Ivan Ivanovyč / Бльок (Тур) Іван Іванович

8. Bojkiv Volodymyr Vasyljovyč / Бойків Володимир Васильович

9. Bondarev Serhij Anatolijovyč / Бондарев Сергій Анатолійович

10. Bondarčuk Serhij Myhajlovyč / Бондарчук Сергій Михайлович

11. Bratuška Oleksij Serhijovyč / Братушка Олексій Сергійович

12. Brezdenjuk Valerij Oleksandrovyč / Брезденюк Валерій Олександрович

13. Bura Oljha Vasylivna / Бура Ольга Василівна

14. Bajda Bohdan Ivanovyč / Вайда Богдан Іванович

15. Barenycja Roman Myhajlovyč / Варениця Роман Михайлович

16. Vasyljcov Vitalij Valerijovyč / Васильцов Віталій Валерійович

17. Verbyc'kyj Jurij Tarasovyč / Вербицький Юрій Тарасович

18. Veremij V'jačeslav Vasyljovyč / Веремій В’ячеслав Васильович

19. Vojtovyj Nazar Jurijovyč / Войтович Назар Юрійович

20. Vorona V'jačeslav / Ворона В'ячеслав

21. Holodnjuk Ustim Volodymyrovyč / Голоднюк Устим Володимирович

22. Horodnjuk Ivan / Городнюк Іван

23. Horošyšyn Maksym Maksymovyč / Горошишин Максим Максимович

24. Hrynevyč Eduard Myhajlovyč / Гриневич Едуард Михайлович

25. Huryk Roman Ihorovyč / Гурик Роман Ігорович

26. Dvorjanec' Antonina Hryhorivna / Дворянець Антоніна Григорівна

27. Dzjavuljs'kyj Mykola Stepanovyč / Дзявульський Микола Степанович

28. Dyhdalovyč Andrij Ivanovyč / Дигдалович Андрій Іванович

29. Didyč Serhij Vasyljovyč / Дідич Сергій Васильович

30. Dmytriv Ihor Fedorovyč / Дмитрів Ігор Федорович

31. Žalovaha Anatolij Hryhorovyč / Жаловага Анатолій Григорович

32. Žerebnyj Volodymyr Mykolajovyč / Жеребний Володимир Миколайович

33. Žyznevs'kyj Myhajlo Myhajlovyč / Жизневський Михайло Михайлович (druga po redu žrtva, ustrijeljen u srce iz snajpera)

34. Žudov Artem Araratovyč / Жудов Артем Араратович

35. Zajko Jakiv Jakovyč / Зайко Яків Якович

36. Zaharov Volodymyr Kostjantynovyč / Захаров Володимир Костянтинович

37. Zubeno Vladislav Vitalijovyč / Зубенко Владислав Віталійович

38. Iljkiv Bohdan Ivanovyč / Ільків Богдан Іванович

39. Kalynjak Bohdan / Калиняк Богдан

40. Kapinos Oleksandr / Капінос Олександр

41. Kems'kyj Serhij Oleksandrovyč / Кемський Сергій Олександрович

42. Kipiani David / Кіпіані Давид

43. Kiščuk Volodymyr Jurijovyč / Кіщук Володимир Юрійович

44. Kornejev Anatolij Petrovyč / Корнеєв Анатолій Петрович

45. Korčak Andrij / Корчак Андрій

46. Kostenko Ihor Ihorovyč / Костенко Ігор Ігорович (wikipedist, novinar, student, 22 godine)

47. Kostyšyn Myhajlo Josypovyč / Костишин Михайло Йосипович

48. Kotljar Evhen Mykolajovyč / Котляр Євген Миколайович

49. Kocjuba Vitalij Mykolajovyč / Коцюба Віталій Миколайович

50. Kuljčyc'kyj Volodymyr Stanislavovyč / Кульчицький Володимир Станіславович

51. Mazur Artem / Мазур Артем

52. Mazurenko Pavlo / Мазуренко Павло 

53. Maksymov Dmytro V'jačeslavovyč / Максимов Дмитро В'ячеславович

54. Meljnyčuk Volodymyr Valerijovyč / Мельничук Володимир Валерійович

55. Movčan Andrij Serhijovyč / Мовчан Андрій Сергійович

56. Mojsej Vasylj Myhalovyč / Мойсей Василь Михайлович

57. Nakonečnyj Ivan Maksymovyč / Наконечний Іван Максимович

58. Naumov Volodymyr Hryhorovyč / Наумов Володимир Григорович

59. Nihojan Serhij / Нігоян Сергій (prva žrtva, ustrijeljen u vrat iz snajpera)

60. Opanasjuk Valerij Adamovyč / Опанасюк Валерій Адамович

61. Pahor Dmytro / Пагор Дмитро

62. Pantelejev Ivan Mykolajovyč / Пантелєєв Іван Миколайович

63. Panjkiv Mykola Oleksandrovyč / Паньків Микола Олександрович

64. Paraščuk Jurij Hryhorovyč / Паращук Юрій Григорович

65. Pashalin Jurij Oleksandrovyč / Пасхалін Юрій Олександрович

66. Pehenjko Ihor Oleksandrovyč / Пехенько Ігор Олександрович

67. Pehenjko Plehanov Viktorovyč / Плеханов Олександр Вікторович

68. Poljans'kyj Leonid Petrovyč / Полянський Леонід Петрович

69. Prohors'kyj Vasylj Petrovyč / Прохорський Василь Петрович

70. Prohorčuk Viktor Oleksandrovyč / Прохорчук Віктор Олександрович

71. Sajenko Andrij Stepanovyč / Саєнко Андрій Степанович

72. Senyk Roman Fedorovyč / Сеник Роман Федорович

73. Serdjuk Ihor Myhajlovyč / Сердюк Ігор Михайлович

74. Synenko Serhij / Синенко Сергій

75. Slobodjan Taras / Слободян Тарас

76. Slučak Jevhenij Evstafijovyč / Случак Євгеній Євстафійович

77. Smolens'kyj Vitalij Vitalijovyč / Смоленський Віталій Віталійович

78. Soljčanyk Bohdan Zynovijovyč / Сольчаник Богдан Зиновійович

79. Stebljov Tymofij / Стебльов Тимофій

80. Tarasjuk Ivan Mykolajovyč / Тарасюк Іван Миколайович

81. Tkačuk Ihor Myhajlovyč / Ткачук Ігор Михайлович

82. Topij Volodymyr Petrovyč / Топій Володимир Петрович

83. Točyn Roman Petrovyč / Точин Роман Петрович

84. Ušnevyč Oleh Myhalovyč / Ушневич Олег Михайлович

85. Hom'jak Viktor Borysovyč / Хом'як Віктор Борисович

86. Hrapačenko Oleksandr Volodymyrovyč / Храпаченко Олександр Володимирович

87. Hurcija Zurab / Хурція Зураб

88. Car'ok Oleksandr Mykolajovyč / Царьок Олександр Миколайович

89. Cepun Andrij Myhajlovyč / Цепун Андрій Михайлович

90. Čaplins'kyj Volodymyr Volodymyrovyč / Чаплінський Володимир Володимирович

91. Černenko Andrij Mykolajovyč / Черненко Андрій Миколайович

92. Černec' Viktor Hryhorovyč / Чернець Віктор Григорович

93. Černjavs'kyj Dmytro / Чернявський Дмитро

94. Čmilenko Viktor Ivanovyč / Чміленко Віктор Іванович

95. Šapoval Serhij Borysovyč / Шаповал Сергій Борисович

96. Šapov Oleksij Serhijovyč / Шаров Олексій Сергійович

97. Švec' Viktor Mykolajovyč / Швець Віктор Миколайович

98. Šeremet Vasylj Oleksandrovyč / Шеремет Василь Олександрович

99. Šeremet Ljudmila / Шеремет Людмила

100. Šylinh Josyp Myhajlovyč / Шилінг Йосип Михайлович

101. Šymko Maksym Mykolajovyč / Шимко Максим Миколайович

102. Ščerbanjuk Oleksandr Mykolajovyč / Щербанюк Олександр Миколайович
- Poginuli djelatnici organa unutrašnjih poslova Ukrajine:

103. Bulitko Vasylj Vitaljovyč / Булітко Василь Віталійович

104. Vlasenko Dmytro Oleksandrovyč / Власенко Дмитро Олександрович

105. Hončarov Vitalij Ivanovyč / Гончаров Віталій Іванович

106. Jevtušok Volodymyr Volodymyrovyč / Євтушок Володимир Володимирович

107. Zaharčenko Vitalij Mykolajovyč / Захарченко Віталій Миколайович

108. Zubok Volodymyr Valerijovyč / Зубок Володимир Валерійович

109. Ivanenko Oleksij Mykolajovyč / Іваненко Олексій Миколайович

110. Kyzyk Roman Vasyljovyč / Кизик Роман Васильович

111. Myrka Nazarij Vasyljovyč / Мирка Назарій Васильович

112. Myhajlovyč Serhij Oleksandrovyč / Михайлович Сергій Олександрович

113. Savyc'kyj Petro Anatolijovyč / Савицький Петро Анатолійович

114. Symysjuk Mykola Mykolajovyč / Симисюк Микола Миколайович

115. Spičak Serhij Serhijovyč / Спічак Сергій Сергійович

116. Tepljuk Ivan Ivanovyč / Теплюк Іван Іванович

117. Tretjak Maksym Leonidovyč / Третяк Максим Леонідович.

118. Fedjukin Andrij Vasyljovyč / Федюкін Андрій Васильович

119. Cvyhun Serhij Vitalijovyč / Цвигун Сергій Віталійович
(izvor podataka)

## Vanjske poveznice
- Zima koja nas je promijenila - dokumentarni film (eng.)
- Popis poginulih osoba na Euromajdanu (ukr.)
- Društvena mreža Euromajdana, Facebook
- Društvena mreža Euromajdana, Twitter
- [http://www.youtube.com/channel/UCrJIIeADD45RsffK2yYgmSw/videos Video isječci Euromajdana